# Tecno Kart
Tecno Kart es una marca italiana que se dedica a la fabricación de chasis y otros componentes para karts desde los años 1970. Tiene su sede en Strambino (Provincia de Turín). Pilotos de Fórmula 1 como Jenson Button han pilotado karts de esta marca. 
KPS Racing es el distribuidor oficial de TECNO en España.
Carlos Huerta, Rubén Ostolaza y José Enrique Quiles (entre otros) competirán en el Campeonato Murciano de Karting 2006 con un chasis TECNO.